# Nicolas Rea
John Nicolas Rea, 3. baron Lea (ur. 6 czerwca 1928, zm. 1 czerwca 2020) – brytyjski polityk, arystokrata i lekarz, członek Partii Pracy. Od 1981 do śmierci był członkiem Izby Lordów jako jeden z parów dziedzicznych.

## Życiorys
Był absolwentem studiów medycznych University of Cambridge, specjalistą w zakresie ginekologii, położnictwa, pediatrii i zdrowia publicznego. W 1981 odziedziczył tytuł lordowski po swoim stryju, Philipie Rea i znalazł się w Izbie Lordów, gdzie postanowił zasiąść w ławach Partii Pracy (inaczej niż jego stryj, będący członkiem Partii Liberalnej). W latach 1992–1997 był zastępcą rzecznika opozycji ds. zdrowia i rozwoju międzynarodowego. Po reformie Izby Lordów z 1999 roku, podczas której bardzo radykalnie zmniejszona została liczba zasiadających w Izbie dziedzicznych arystokratów, jako jeden z czterech lordów labourzystowskich zachował swoje miejsce w izbie wyższej parlamentu. 